# Lancia Flaminia GT Coupé
La Flaminia GT Coupé (Touring) è una delle versioni della Lancia Flaminia, prodotta dal 1959 al 1965, anche se rimasta in catalogo della casa automobilistica fino al 1968.

## Flaminia GT Coupé prima serie

3/4 posteriore della Flaminia GT Coupé 1959

Dettagli della Flaminia GT Coupé 1959

Il filante profilo laterale della Flaminia GT coupé 1959

Un'immagine festosa della Flaminia GT coupé 1961; da notare i ripetitori laterali degli indicatori di direzione, color arancione, resi obbligatori nel 1960 dal nuovo Codice della Strada italiano

1959: una delle prime Flaminia GT Coupé

Dopo aver sostituito la berlina Aurelia con la limousine Flaminia, la Lancia deve pensare a lanciare le versioni dall'impronta più sportiva, quelle che debbono prendere il posto delle famose Aurelia B20 coupé e B24 spyder; per far questo, la casa torinese imbocca la strada già percorsa con l'Appia, creando un telaio che possa essere rivestito dai migliori carrozzieri italiani.
Le Flaminia sportive vengono esposte al pubblico per la prima volta in occasione del XV Salone dell'automobile di Torino che si apre il 5 novembre 1958: sono tre versioni, tutte aventi forma di coupé, molto diverse tra loro e realizzate da tre dei carrozzieri italiani più quotati, Pininfarina, Touring e Zagato.
Rispetto a quella della berlina, la meccanica delle tre nuove coupé non presenta grandi rivoluzioni ma solo alcune necessarie variazioni quali l'accorciamento del passo, un incremento della potenza e la modifica dei rapporti del cambio e del ponte.
Pininfarina presenta una lussuosa coupé, Zagato una berlinetta spartana e sportiva, mentre la carrozzeria milanese Touring espone, con la sua classica struttura definita “Superleggera” (ossatura in tubi di acciaio con copertura in alluminio) un filante coupé a soli 2 posti, caratterizzato dalla doppia fanaleria anteriore e da vistosi gruppi ottici posteriori.
Pare che l'affidamento alla carrozzeria milanese, che non intratteneva rapporti con la Lancia sin dai tempi dell'Aprilia, sia da ascrivere all'amicizia intercorrente tra Carlo Pesenti e Gateano Ponzoni, socio del titolare della Touring, Carlo Felice Bianchi Anderloni.
La produzione, seppur in serie limitata, viene avviata all'inizio del 1959 e già al Salone dell'automobile di Ginevra di marzo la GT di Touring, al pari delle sorelle di Pininfarina e di Zagato, viene esposta con un'importante innovazione, l'adozione dei freni a disco Dunlop: si ha dunque ragione di ritenere che una quantità estremamente limitata di GT Touring sia uscita dalla fabbrica con i vecchi classici freni a tamburo. Da notare che per avere i freni a disco, peraltro montati su tutti gli esemplari, è necessario l'esborso di un supplemento di 60.000 Lire.
Nel 1960 anche la GT, come la berlina e le altre sorelle sportive, deve adeguare la fanaleria alle nuove norme del codice della strada.
In occasione del Salone di Ginevra del marzo 1960 viene presentata la GT Cabriolet (allora definita "Convertibile") che ricalca esattamente le forme della coupé, ha il medesimo motore ed offre le medesime prestazioni.
Nell'estate di quello stesso anno l'intera gamma Flaminia, e dunque anche le GT Touring coupé vengono modificate nella timoneria dello sterzo: viene inserito un ammortizzatore idraulico telescopico destinato ad assorbire anche i piccoli contraccolpi che nascono dai movimenti verticali di sospensione delle ruote e dunque a ridurre le reazioni degli scuotimenti al volante. Una curiosità: i possessori di Flaminia non ancora dotate di questa miglioria, possono ottenerla dietro pagamento di una somma di 20.000 Lire.
La vita della "prima serie" termina nel dicembre del 1961, sostituita da una nuova versione con motore munito di 3 carburatori.
- Periodo di produzione: approssimativamente, dal gennaio 1959 al dicembre 1961
- Modelli: tipo 824.00, coupé 2 porte, 2 posti, con guida a sinistra e tipo 824.01, coupé 2 porte, 2 posti, con guida a destra
- Numerazione progressiva: tipo 824.00/824.01 (assieme a 824.02/824.03): da 1001 a 2067
- Unità prodotte: 868 (in grande prevalenza con guida a sinistra); da notare che le altre 199 unità, che mancano all'appello per coprire l'intervallo da 1001 a 2067 (1067 esemplari), erano del tipo Sport (Zagato) ed erano contraddistinte dalle sigle 824.02/824.03
- Caratteristiche principali:
  - motore: anteriore a 6 cilindri a V di 2457,98 cm³, potenza 119 cv (DIN) a 5100 giri, valvole in testa; **carrozzeria: coupé 2 porte, 2 posti, scocca portante, sospensione anteriore a ruote indipendenti, sospensione posteriore a ruote semi-indipendenti (schema De Dion);
  - trasmissione con trazione alle ruote posteriori, cambio a 4 rapporti+retromarcia;
  - dimensioni e peso: passo cm 252, lunghezza cm 450, larghezza cm 166, peso (a vuoto) kg 1250;
  - velocità max: km/h 180.

### Caratteristiche tecniche della Flaminia GT Coupé prima serie
| Trasmissione                          | trazione sulle ruote posteriori; frizione, cambio e differenziale in gruppo unico, fissato al telaio e disposto al retrotreno; albero di trasmissione di tipo tubolare, senza supporto intermedio. |
| Rapporto al ponte                     | rapporto finale di riduzione, con coppia conica Hypoid 13/48 (3,692:1). |
| Carrozzeria, arredamenti ed accessori | carrozzeria: coupé 2 porte (porte incernierate anteriormente, cioè con apertura controvento), 2 posti; volante a tre razze. sedili: sedili anteriori divisi (con inclinazione schienale regolabile) di forma cosiddetta “a trifoglio”e ribaltabili per facilitare l'accesso al vano posteriore (privo di sedili). vano motore: illuminato. bagagliaio: vano illuminato; ruota di scorta sotto il piano di carico (coperta da coperchio e da un tappeto di gomma). comandi al volante: pulsante centrale per azionamento avvisatore elettroacustico. comandi a pedale: freno, frizione ed acceleratore (quest'ultimo del tipo a suola); tutti e tre i pedali sono rivestiti in gomma. comandi sotto al cruscotto: due levette per comando e regolazione aerazione e riscaldamento lato sinistro, leva per lo bloccaggio del cofano motore, leva del freno di stazionamento, azzeramento contachilometri parziale, regolazione orologio, starter, levetta di inserimento riscaldatore, levette per comando e regolazione aerazione e riscaldamento lato destro, comando del cambio di velocità. comandi al cruscotto: spruzzatore lavaparabrezza, leva commutatore luci e azionamento indicatori di direzione, spia luci e spie indicatori di direzione, tergicristallo, portacenere, accendisigari, cassetto ripostiglio con serratura, ventilatore, illuminazione abitacolo, illuminazione della strumentazione (ad intensità regolabile), accensione luci di posizione e proiettori, chiave di inserimento servizi. strumentazione: riunita in due strumenti circolari; lo strumento di sinistra comprende il tachimetro con scala fino a 220 Km. orari, l'indicatore livello benzina, quelli della pressione dell'olio, della temperatura dell'acqua, della temperatura dell'olio e i due contachilometri (totalizzatore e parziale); lo strumento di destra include invece il contagiri (graduato fino a 5500 giri) e l'orologio |
| Pendenze massime superabili           | in prima marcia=37%; in II=23%; in III= 15%; in IV=10%. ; in retromarcia 40% |
| Tassa di circolazione                 | Potenza fiscale in Italia CV 26; bollo di circolazione annuo: dal debutto (gennaio 1959) al 30-6-59=Lire 87.390 dal 1-7-1959 =Lire 101.085 |
| Prezzo in Italia                      | Dal debutto (gennaio 1959) a fine commercializzazione (dicembre 1961): Lire 3.200.000 (prezzo di listino) Optionals previsti: apparecchio radio (Lire 148.000); freni a disco (Lire 60.000, da notare però che, dal marzo 1959 i freni a disco sono montati su tutti gli esemplari, per cui si tratta di un optional praticamente obbligatorio), sedili in pelle (Lire 55.000) |
| Prezzo in Svizzera                    | nel marzo 1959: 28.650 Franchi Svizzeri |

## Flaminia 3C GT Coupé

Il vano motore della Flaminia 3C in cui spicca il voluminoso filtro dell'aria

Particolare del ripiano, rivestito in moquette, che si trova alle spalle dei sedili della Flaminia 3C GT Coupé

Il 13 gennaio 1962, in occasione della cerimonia di premiazione dei clienti sportivi maggiormente distintisi nelle competizioni del 1961, la Lancia presenta nuove versioni delle Flaminia sportive Touring e Zagato, caratterizzate dalla adozione di una alimentazione mediante tre carburatori doppio corpo Weber accuratamente registrati e sincronizzati aspiranti l'aria da un unico grande filtro.
Il nuovo sistema di alimentazione, che avviene mediante una pompa elettrica anziché meccanica, determina un notevole incremento della potenza massima, che sale da 119 a 140 cv, e della coppia, che passa da 19 a 20,7 mkg. Altre variazioni riguardano il rapporto al ponte, che è un po' meno demoltiplicato (3,615 anziché 3,692), diversi aggiornamenti nell'impianto elettrico (tra cui una nuova dinamo ed un diverso tipo di candele), qualche modifica ai comandi e alla strumentazione (la scala del contagiri, per esempio, arriva ora a 6500), miglioramenti nelle rifiniture, la apposizione, sullo spigolo delle portiere, di una luce-spia che segnala l'apertura e l'aggiunta di due luci posteriori per la marcia indietro, che vengono inserite al centro del gruppo ottico al posto dei catadiottri, che a loro volta trovano alloggio nel piccolo spazio tra il gruppo ottico e l'apertura del bagagliaio.

La spia "portiera aperta" applicata sul battente dello sportello

Il peso aumenta parecchio ma le prestazioni risultano incrementate con la velocità massima dichiarata dalla casa che sale di 11 chilometri all'ora, da 180 a 191. Sale anche la pendenza massima superabile (da 37% a 39%) e salgono anche il prezzo (da 3.200.000 a 3.320.000) e il consumo (da 11,8 a 13 litri ogni 100 chilometri, secondo le norme CUNA).
Le consegne ai clienti iniziano il 1º febbraio 1962
La Flaminia 3C GT Coupé rimane in produzione fino all'uscita della nuova versione con motore da 2,8 litri (settembre 1963) ma figura nei listini Lancia fino all'ottobre del 1968, evidentemente per lo smaltimento delle scorte di motori da due litri e mezzo.
Da notare che nel settembre 1963, allo scadere della produzione della gamma Flaminia da 2,5 litri, la 3C GT Coupé viene affiancata da una nuova versione a 2 posti più 2, generalmente definita GTL.
- Periodo di produzione: approssimativamente, dal gennaio 1962 al settembre 1963 (la 3C GT Coupé con motore da 2,5 litri appare nei listini fino al mese di ottobre 1968, dopodiché scompare definitivamente)
- Modelli: tipo 824.10, coupé 2 porte, 2 posti, con guida a sinistra e tipo 824.11, coupé 2 porte, 2 posti, con guida a destra
- Numerazione progressiva: tipo 824.10/824.11 (assieme a 824.13): da 3001 a 3856
- Unità prodotte: 682 (di cui 672 guida a sinistra e 10 guida a destra); da notare che le altre 174 unità, che mancano all'appello per coprire l'intervallo da 3001 a 3856 (856 esemplari), erano del tipo Sport (Zagato) ed erano contraddistinte dalla sigla 824.13
- Caratteristiche principali:
  - motore: anteriore a 6 cilindri a V di 2457,98 cm³, potenza 140 cv (CUNA) a 5600 giri, valvole in testa; **carrozzeria: coupé 2 porte, 2 posti, scocca portante, sospensione anteriore a ruote indipendenti, sospensione posteriore a ruote semi-indipendenti (schema De Dion);
  - trasmissione con trazione alle ruote posteriori, cambio a 4 rapporti+retromarcia;
  - dimensioni e peso: passo cm 252, lunghezza cm 450, larghezza cm 166, peso (a vuoto) kg 1290;
  - velocità max: km/h 191.

### Caratteristiche tecniche della Lancia Flaminia 3C GT Coupé
| Trasmissione                          | trazione sulle ruote posteriori; frizione, cambio e differenziale in gruppo unico, fissato al telaio e disposto al retrotreno; albero di trasmissione di tipo tubolare, senza supporto intermedio. |
| Rapporto al ponte                     | rapporto finale di riduzione, con coppia conica Hypoid 13/47 (3,615:1). |
| Carrozzeria, arredamenti ed accessori | carrozzeria: coupé 2 porte (porte incernierate anteriormente, cioè con apertura controvento); volante a tre razze. sedili: sedili anteriori divisi (con inclinazione schienale regolabile) di forma cosiddetta “a trifoglio”e ribaltabili per facilitare l'accesso al vano posteriore (privo di sedili). vano motore: illuminato. bagagliaio: vano illuminato; ruota di scorta sotto il piano di carico (coperta da coperchio e da un tappeto di gomma). comandi al volante: pulsante centrale per azionamento avvisatore elettroacustico. comandi a pedale: freno, frizione ed acceleratore (quest'ultimo del tipo a suola); tutti e tre i pedali sono rivestiti in gomma. comandi sotto al cruscotto: due levette per comando e regolazione aerazione e riscaldamento lato sinistro, leva per lo bloccaggio del cofano motore, leva del freno di stazionamento, azzeramento contachilometri parziale, regolazione orologio, starter, levetta di inserimento riscaldatore, levette per comando e regolazione aerazione e riscaldamento lato destro, comando del cambio di velocità. comandi al cruscotto: spruzzatore lavaparabrezza, leva commutatore luci e azionamento indicatori di direzione, spia luci e spie indicatori di direzione, tergicristallo, portacenere, accendisigari, cassetto ripostiglio con serratura, ventilatore, illuminazione abitacolo, illuminazione della strumentazione (ad intensità regolabile), accensione luci di posizione e proiettori, chiave di inserimento servizi. strumentazione: riunita in due strumenti circolari; lo strumento di sinistra comprende il tachimetro con scala fino a 220 Km. orari, l'indicatore livello benzina, quelli della pressione dell'olio, della temperatura dell'acqua, della temperatura dell'olio e i due contachilometri (totalizzatore e parziale); lo strumento di destra include invece il contagiri (graduato fino a 6500 giri) e l'orologio |
| Pendenze massime superabili           | in prima marcia=39%; in II=23%; in III= 15%; in IV=10%. ; in retromarcia 40% |
| Tassa di circolazione                 | Potenza fiscale in Italia CV 26; bollo di circolazione annuo: dal debutto (gennaio 1962) a fine commercializzazione (ottobre 1968)=Lire 106.140. |
| Prezzo in Italia                      | Dal debutto (gennaio 1962) ad agosto 1962: Lire 3.320.000 (prezzo di listino) da settembre 1962 a maggio 1964: Lire 3.435.000 da giugno 1964 a fine commercializzazione (ottobre 1968): Lire 3.335.000 Optionals previsti: apparecchio radio (Lire 148.000); freni a disco (Lire 60.000, da notare che i freni a disco sono montati su tutti gli esemplari, per cui si tratta di un optional praticamente obbligatorio; dal luglio 1962, grosso modo in concomitanza con l'aumento del prezzo di listino, i freni a disco non sono più da pagare a parte); sedili in pelle (Lire 55.000) |
| Prezzo in Svizzera                    | nel marzo 1962: 28.800 Franchi Svizzeri |

## Flaminia 3C GT Coupé 2,8

La scritta "2.8" sul coperchio del bagagliaio è il solo particolare che distingue questa Flaminia dalla versione da 2 litri e mezzo

Al XVI Salone dell'automobile di Francoforte dell'autunno 1963 tutte le Flaminia vengono presentate con un motore la cui cilindrata è portata da 2,5 a 2,8 litri (mediante il rialesaggio dei cilindri da 80 a 85 mm) e che, nel caso delle versioni più sportive quali le Touring, raggiunge i 150 cv (contro i precedenti 140) ed è più elastico (la coppia massima sale da 20,7 a 22,8 mkg a 3500 giri), conferendo alla Flaminia 3C GT Coupé soprattutto un sensibile miglioramento nella ripresa (la velocità massima passa comunque da 191 a 194 Km. orari). Il consumo sale a sua volta di un 10% abbondante (da 13 a 14,5 litri ogni 100 km).
Tecnicamente si notano queste altre variazioni: aumento della capacità del circuito di lubrificazione, nuovi rapporti di trasmissione (cambio di velocità e ponte), aumento del diametro dei dischi dei freni, batteria con maggior amperaggio, candele di nuovo tipo. 
La carrozzeria non subisce variazioni, tanto è vero che la nuova 2800 si differenzia dalla sorella minore solo per l'aggiunta della specifica "2.8" sul cofano del portabagagli.

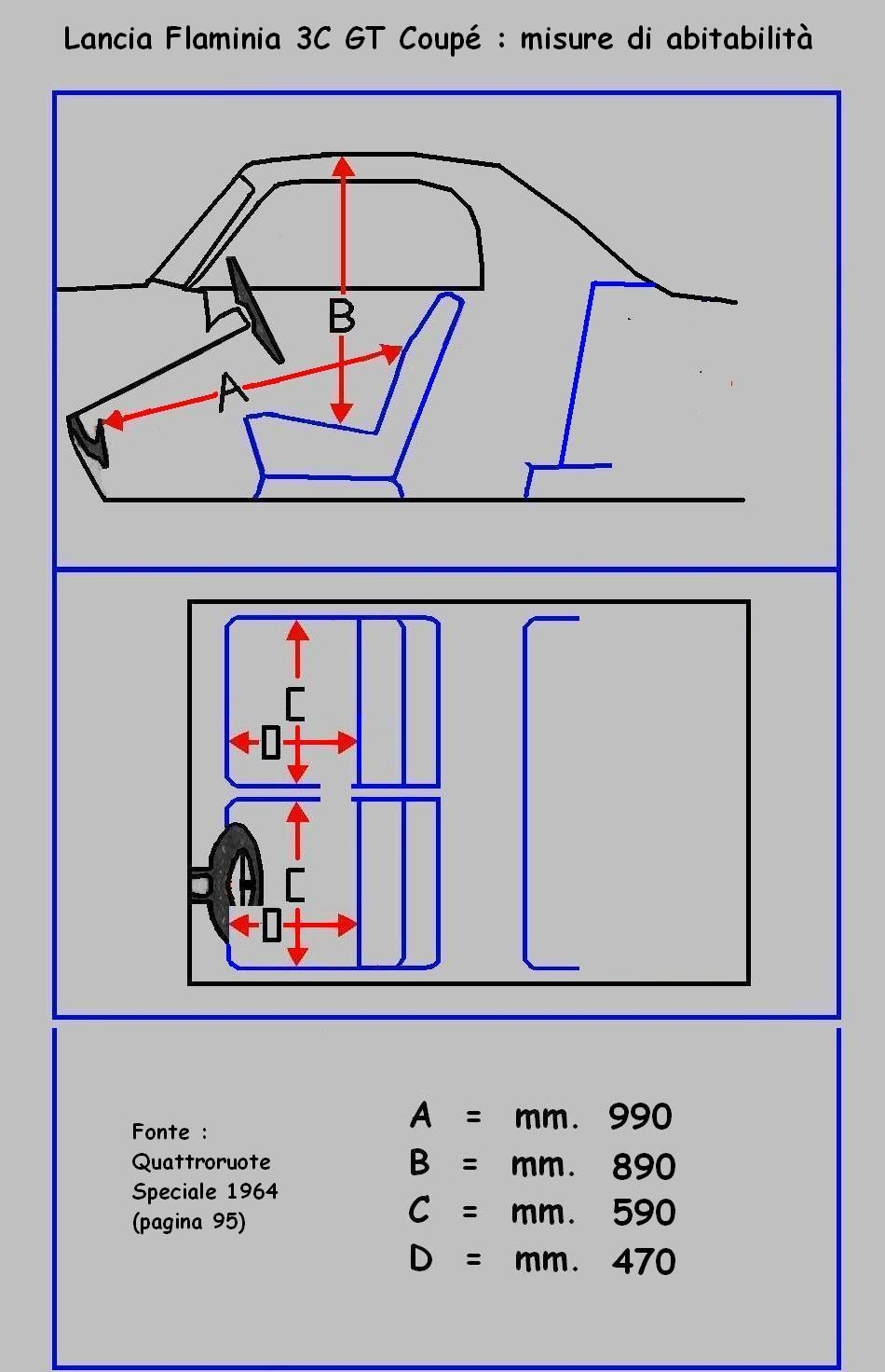
Le misure dell'abitacolo della Flaminia GT Coupé

Da osservare che la Flaminia 3C GT Coupé 2,8, che viene prodotta fino al 1965, è ancora disponibile (assieme alla sorella con motore da 2 litri e mezzo) fino all'ottobre del 1968, evidentemente per smaltire le unità prodotte ma non immediatamente vendute.
- Periodo di produzione: dal 1963 al 1965 (la 3C GT Coupé con motore da 2,8 litri appare nei listini fino al mese di ottobre 1968, dopodiché scompare definitivamente)
- Modelli: tipo 826.138, coupé 2 porte, 2 posti, con guida a sinistra e tipo 826.139, coupé 2 porte, 2 posti, con guida a destra
- Numerazione progressiva: tipo 826.138/826.139: da 1001 a 1168
- Unità prodotte: 166 (di cui 165 guida a sinistra e soltanto 1 guida a destra); da notare che le 2 unità, che mancano all'appello per coprire l'intervallo da 1001 a 1168 (168 esemplari), sono due chassis (numeri 1167 e 1168)[9] carrozzati fuori serie in esemplare unico, rispettivamente, da Pininfarina (modello cosiddetto Speciale) e da Ghia (modello Marica).
- Caratteristiche principali:
  - motore: anteriore a 6 cilindri a V di 2774,83 cm³, potenza 150 cv (CUNA) a 5400 giri, valvole in testa;
  - carrozzeria: coupé 2 porte, 2 posti, scocca portante, sospensione anteriore a ruote indipendenti, sospensione posteriore a ruote semi-indipendenti (schema De Dion);
  - trasmissione con trazione alle ruote posteriori, cambio a 4 rapporti+retromarcia;
  - dimensioni e peso: passo cm 252, lunghezza cm 450, larghezza cm 166, peso (a vuoto) kg 1290;
  - velocità max: km/h 194.

### Caratteristiche tecniche della Flaminia GT Coupé 2.8
| Trasmissione                          | trazione sulle ruote posteriori; frizione, cambio e differenziale in gruppo unico, fissato al telaio e disposto al retrotreno; albero di trasmissione di tipo tubolare, senza supporto intermedio. |
| Rapporto al ponte                     | rapporto finale di riduzione, con coppia conica Hypoid 13/46 (3,538:1). |
| Carrozzeria, arredamenti ed accessori | carrozzeria: coupé 2 porte (porte incernierate anteriormente, cioè con apertura controvento); volante a tre razze. sedili: sedili anteriori divisi (con inclinazione schienale regolabile) di forma cosiddetta “a trifoglio”e ribaltabili per facilitare l'accesso al vano posteriore (privo di sedili). vano motore: illuminato. bagagliaio: vano illuminato; ruota di scorta sotto il piano di carico (coperta da coperchio e da un tappeto di gomma). comandi al volante: pulsante centrale per azionamento avvisatore elettroacustico. comandi a pedale: freno, frizione ed acceleratore (quest'ultimo del tipo a suola); tutti e tre i pedali sono rivestiti in gomma. comandi sotto al cruscotto: due levette per comando e regolazione aerazione e riscaldamento lato sinistro, leva per lo bloccaggio del cofano motore, leva del freno di stazionamento, azzeramento contachilometri parziale, regolazione orologio, starter, levetta di inserimento riscaldatore, levette per comando e regolazione aerazione e riscaldamento lato destro, comando del cambio di velocità. comandi al cruscotto: spruzzatore lavaparabrezza, leva commutatore luci e azionamento indicatori di direzione, spia luci e spie indicatori di direzione, tergicristallo, portacenere, accendisigari, cassetto ripostiglio con serratura, ventilatore, illuminazione abitacolo, illuminazione della strumentazione (ad intensità regolabile), accensione luci di posizione e proiettori, chiave di inserimento servizi. strumentazione: riunita in due strumenti circolari; lo strumento di sinistra comprende il tachimetro con scala fino a 220 Km. orari, l'indicatore livello benzina, quelli della pressione dell'olio, della temperatura dell'acqua, della temperatura dell'olio e i due contachilometri (totalizzatore e parziale); lo strumento di destra include invece il contagiri (graduato fino a 6500 giri) e l'orologio |
| Peso                                  | a vuoto kg 1290, in ordine di marcia, kg 1360; massimo ammesso a pieno carico, kg 1520. |
| Serbatoio carburante                  | capacità litri 57, di cui circa 7 di riserva; indicatore livello sul quadro porta-apparecchi del cruscotto. |
| Pendenze massime superabili           | in prima marcia=38%; in II=24%; in III= 15,5%; in IV=12%. ; in retromarcia 40% |
| Tassa di circolazione                 | Potenza fiscale in Italia CV 29; bollo di circolazione annuo: dal debutto (settembre 1963) a fine commercializzazione (ottobre 1968)=Lire 127.575. |
| Prezzo in Italia                      | Dal debutto (settembre 1963) a giugno 1964: Lire 3.635.000 (prezzo di listino) da giugno 1964 a fine commercializzazione (ottobre 1968): Lire 3.535.000 Optionals previsti: apparecchio radio (Lire 130.000); sedili in pelle (Lire 55.000) |
| Prezzo in Svizzera                    | nel marzo 1964: 30.800 Franchi Svizzeri nel marzo 1965: 27.000 Franchi Svizzeri |

## Flaminia 3C GTL 2+2 Coupé 2.5 e 2.8

Confronto diretto tra le due versioni della GT Touring, la 2 posti (sopra) e la 2+2 (sotto): si può notare la diversa forma del padiglione

Nel settembre del 1963, quando escono le Flaminia con motore da 2,8 litri, viene lanciata una nuova versione della Coupé Touring, caratterizzata da una modifica al padiglione che, grazie anche ad un aumento del passo (seppur contenuto in appena 8 cm), consente di ospitare, con la formula allora piuttosto diffusa del "2 posti più 2 di fortuna", 2 persone sul sedile posteriore; conseguentemente il vano retrostante i sedili anteriori viene opportunamente dotato di un apposito sedile.

Il sedile posteriore della GTL, capace di ospitare 2 bambini oppure, per brevi spostamenti, 2 adulti

Di questa versione, che la Lancia definisce «G.T. 3C 2+2» ma che è forse più nota come «GTL» ed è stata concepita per essere munita del motore da 2,8 litri, vengono costruiti anche 2 o 3 esemplari sui quali viene montato il precedente motore da 2 litri e mezzo.
Le caratteristiche di questo modello ricalcano ovviamente quelle della 3C GT Coupé, fatta eccezione per la misura del passo (da 252 a 260 cm), la lunghezza (da 450 a 453 cm), l'altezza (6,5 cm in più), il peso (60 kg in più) e, com'è ovvio, la maggiore portata.

Vista frontale di una 3C GTL

Anche le prestazioni sono sostanzialmente le stesse (ad esempio, la velocità massima è, nel caso della 2800, di 191 Km/orari per la "2+2" invece dei 194 della "2 posti secchi").
La differenza di prezzo di vendita in Italia tra la GTL e la "2 posti" è tutto sommato modesta: appena 115.000 Lire.
Gli esemplari con la motorizzazione più piccola vedono la luce nel 1963, mentre le 2.8 litri vengono costruite fino al 1965 ma appaiono nei listini, per l'esaurimento delle scorte, fino al settembre 1968.
- Periodo di produzione: dal 1963 al 1965 (la 3C GTL Coupé con motore da 2,8 litri appare nei listini fino al mese di ottobre 1968, dopodiché scompare definitivamente)
- Modelli: tipo 824.16, motore 2,5 litri, coupé 2 porte, posti 2+2, guida a sinistra, tipo 826.140, motore 2,8 litri, coupé 2 porte, posti 2+2, con guida a sinistra, tipo 824.141, motore 2,8 litri, coupé 2 porte, posti 2+2, con guida a destra
- Numerazione progressiva: tipo 824.16: da 1001 a 1003 (secondo il volume "La Lancia" di Wim Oude Weernink & Adriano Cimarosti, edito da Motor Racing Publications, sarebbero stati costruiti soltanto 2 esemplari), tipo 826.140/826.141: da 1001 a 1300
- Unità prodotte: motore 2,5 litri: 3 (tutte con guida a sinistra) (2 secondo la nota precedente), motore 2,8 Litri: 300 (di cui 295 con guida a sinistra e 5 con guida a destra)
- Caratteristiche principali:
  - motore 2,5 litri: anteriore 6 cilindri a V di 2457,98 cm³, potenza 140 cv (CUNA) a 5600 giri, valvole in testa; motore 2,8 litri: anteriore a 6 cilindri a V di 2774,83 cm³, potenza 150 cv (CUNA) a 5400 giri, valvole in testa;
  - carrozzeria: coupé 2 porte, 2 posti+2 di fortuna, scocca portante, sospensione anteriore a ruote indipendenti, sospensione posteriore a ruote semi-indipendenti (schema De Dion);
  - trasmissione: con trazione alle ruote posteriori, cambio a 4 rapporti+retromarcia;
  - dimensioni e peso: passo cm 260, lunghezza cm 453, larghezza cm 166, peso (a vuoto) kg 1350;
  - velocità max con motore 2,5 litri: km/h 189; velocità max con motore 2,8 litri: km/h 191

### Caratteristiche tecniche Lancia Flaminia 3C GTL 2+2 Coupé 2.5 & 2.8
| Trasmissione                          | trazione sulle ruote posteriori; frizione, cambio e differenziale in gruppo unico, fissato al telaio e disposto al retrotreno; albero di trasmissione di tipo tubolare, senza supporto intermedio. |
| Rapporto al ponte                     | rapporto finale di riduzione, con coppia conica Hypoid 13/46 (3,538:1) |
| Carrozzeria, arredamenti ed accessori | carrozzeria: coupé 2 porte (porte incernierate anteriormente, cioè con apertura controvento), posti 2 + 2 di fortuna ; volante a tre razze. sedili: sedili anteriori divisi (con inclinazione schienale regolabile) di forma cosiddetta “a trifoglio”e ribaltabili per facilitare l'accesso al sedile posteriore. vano motore: illuminato. bagagliaio: vano illuminato; ruota di scorta sotto il piano di carico (coperta da coperchio e da un tappeto di gomma). comandi al volante: pulsante centrale per azionamento avvisatore elettroacustico. comandi a pedale: freno, frizione ed acceleratore (quest'ultimo del tipo a suola); tutti e tre i pedali sono rivestiti in gomma. comandi sotto al cruscotto: due levette per comando e regolazione aerazione e riscaldamento lato sinistro, leva per lo bloccaggio del cofano motore, leva del freno di stazionamento, azzeramento contachilometri parziale, regolazione orologio, starter, levetta di inserimento riscaldatore, levette per comando e regolazione aerazione e riscaldamento lato destro, comando del cambio di velocità. comandi al cruscotto: spruzzatore lavaparabrezza, leva commutatore luci e azionamento indicatori di direzione, spia luci e spie indicatori di direzione, tergicristallo, portacenere, accendisigari, cassetto ripostiglio con serratura, ventilatore, illuminazione abitacolo, illuminazione della strumentazione (ad intensità regolabile), accensione luci di posizione e proiettori, chiave di inserimento servizi. strumentazione: riunita in due strumenti circolari; lo strumento di sinistra comprende il tachimetro con scala fino a 220 Km. orari, l'indicatore livello benzina, quelli della pressione dell'olio, della temperatura dell'acqua, della temperatura dell'olio e i due contachilometri (totalizzatore e parziale); lo strumento di destra include invece il contagiri (graduato fino a 6500 giri) e l'orologio |
| Pendenze massime superabili           | in prima marcia=33%, in II=21%, in III= 13%, in IV=10%, in retromarcia=34% |
| Tassa di circolazione                 | Potenza fiscale in Italia CV 29; bollo di circolazione annuo: dal debutto (settembre 1963) a fine commercializzazione (ottobre 1968)=Lire 127.575. |
| Prezzo in Italia                      | dal debutto (settembre 1963) a giugno 1964: Lire 3.750.000 (prezzo di listino) da giugno 1964 a fine commercializzazione (ottobre 1968): Lire 3.650.000 Optionals previsti: apparecchio radio (Lire 130.000); sedili in pelle (Lire 55.000) |
| Prezzo in Svizzera                    | nel marzo 1964: 31.750 Franchi Svizzeri nel marzo 1965: 27.900 Franchi Svizzeri |

## I prezzi delle Flaminia GT Coupé
La dinamica dei prezzi di listino in Italia delle Flaminia GT Touring ha lo stesso andamento delle sorelle berlina e coupé, nel senso che, durante tutto il periodo di commercializzazione, non subisce variazioni particolarmente significative, anche perché il tasso di inflazione è, in quel periodo, estremamente modesto.
Anche se la macchina è meno lussuosa rispetto alla Lancia Flaminia Coupé Pininfarina, la GT Touring, grazie al fatto di rivolgersi ad una clientela forse più sofisticata e che ama quel pizzico di sportività in più che la GT offre, può essere venduta ad un prezzo lievemente superiore: in ogni caso il divario non supera mai, nel periodo (grosso modo un decennio) in cui le Flaminia "derivate" sono state commercializzate in Italia, le 200.000 Lire (5,6%).
In concreto, le GT (Coupé e Convertibile, indifferentemente) vengono proposte, al momento del lancio sul mercato (gennaio 1959), a 3.200.000 Lire: diventano 3.320.000 nel febbraio 1962 (quando escono le versioni 3C a tre carburatori), lievitano a 3.435.000 dal settembre 1962 per ribassare, nel giugno 1964, a 3.335.000 Lire.
Le versioni 2.8, che appaiono nei listini a partire dall'ottobre del 1963, costano 200.000 Lire in più rispetto alle 2.5, ovvero 3.635.000 (che scendono a 3.535.000 nel giugno 1964).
La Coupé 2+2, che appare nei listini nella sola versione con motore 2.8, è naturalmente più costosa (115.000 Lire in più della corrispondente coupé 2 posti, ovvero 3.750.000 Lire, dal momento del lancio - ottobre 1953 - al maggio 1964, che diventano 3.650.000 dal giugno 1964 fino al termine del periodo di commercializzazione, l'ottobre del 1968).

## Le prove su strada della Flaminia GT Coupé
Negli anni 5 testate si sono occupate di sottoporre a test la Flaminia Touring: cronologicamente, hanno provato su strada una Coupé GT Touring, Quattroruote nel 1959, Sports Cars Illustrated nel 1960, la Rivista Lancia ed Autorama nel 1962, ancora Quattroruote nel 1963, Car & Driver (nuovo nome di "Sports Cars Illustrated") nel 1964; Ruoteclassiche ha sottoposto a prova nel 1996 una Flaminia GT Convertibile con 35 anni di vita.
Le impressioni di guida di «Quattroruote» (1959) - Flaminia GT Coupé prima serie
Sono le primissime impressioni di guida della Coupé Touring prima serie, appena immessa sul mercato: vengono pubblicate a pagina 57 del numero 4 dell'aprile 1959.
Al termine del breve giro di prova, viene giudicata positivamente per ciò che concerne l'abitabilità (ovviamente per 2 persone), la visibilità, il comfort, l'efficienza dei freni a disco (che resistono bene al fading, cioè all'affaticamento, anche se possono talvolta portare al bloccaggio delle ruote). Meno entusiasmanti la tenuta di strada (sovrasterzo eccessivo) e la impossibilità di effettuare il cosiddetto "punta e tacco".
I rilevamenti, effettuati un po' approssimativamente, parlano di 34 secondi necessari per percorrere un chilometro con partenza da fermo, mentre per l'accelerazione vengono riferiti i dati seguenti:

da fermo a 80 km/h: 7,8”

da fermo a 100 km/h: 11,4”

da fermo a 120 km/h: 16”

da fermo a 140 km/h: 23”

da fermo a 160 km/h: 33”
Poiché però le velocità sono quelle indicate dal tachimetro, che è facile presumere un po' ottimista, i dati vanno presi, come si dice, con beneficio di inventario.
Il test di «Sports Cars Illustrated» (1960) - Flaminia GT Coupé prima serie
In realtà la rivista, pubblicata negli USA, si limita ad illustrare le caratteristiche della vettura, una GT Coupé prima serie, e a riprodurre un grafico riguardante i dati di accelerazione misurati, che sono assai meno positivi rispetto a quelli rilevati, seppur approssimativamente, da Quattroruote.
Secondo Sports Cars Illustrated, abbiamo infatti:
 
accelerazione, da fermo a 80 km/h: 8,5"

accelerazione, da fermo a 97 km/h: 13.8"

accelerazione, da fermo a 113 km/h: 17"

accelerazione, da fermo a 129 km/h: 22"

accelerazione, da fermo, 1/4 di miglio: 19,3"

La rivista segnala anche di aver raggiunto una velocità massima di 106 miglia orarie, pari a poco più di 170 km/h, un bel po' al di sotto del valore dichiarato dalla Lancia, che è di 180 km/h; è da presumere che questi risultati non eccellenti dipendano dal fatto che la vettura aveva percorso pochi chilometri dopo l'uscita dalla fabbrica e non aveva ancora concluso del tutto la fase di rodaggio.
Le impressioni di guida di Paul Frère (1962) - Flaminia 3C GT Coupé
Il belga Paul Frère, noto corridore e giornalista degli anni cinquanta-sessanta, viene invitato dalla Lancia a provare la nuova Flaminia GT a 3 carburatori ed a riferirne le impressioni. Il rendiconto di questo test è pubblicato sulla rivista Lancia numero 7 edito nella primavera del 1962, pochi mesi dopo il lancio.
Secondo Frère, la GT 3C dispone di un motore elastico, che consente di marciare e riprendere in quarta marcia (che è in presa diretta) già a partire da un regime di rotazione di appena 1000 giri al minuto (33 km/h in quarta marcia) e che non crea il minimo problema nel traffico cittadino, anche se naturalmente esprime il meglio di sé quando si raggiunge e si supera la soglia dei 3500 giri (100 km/h).
Poiché il primo giorno di test è disturbato dalla pioggia, Frère può annotare che la tenuta di strada è ottima anche sul bagnato, mentre osserva che i freni, che pure sono perfetti sull'asciutto, sul bagnato possono facilmente produrre il bloccaggio delle ruote, specie sull'anteriore. Un appunto riguarda anche la scarsa velocità dei tergicristalli, che, secondo il giornalista, dovrebbe poter essere graduata ed incrementata quando la pioggia è più battente.
Questi i dati rilevati:

accelerazione, da fermo a 100 km/h: 11”

accelerazione, da fermo a 160 km/h: 32,2" (sul bagnato) e 30,4" (sull'asciutto)

chilometro da fermo: 32,2" (sul bagnato) e 31,6" (sull'asciutto)

velocità massima: km/h 187

consumo misurato durante la prova: litri 17 ogni 100 km (con andatura vivace-sportiveggiante e con traffico cittadino intenso).
La prova su strada di Autorama» (1962) - Flaminia 3C GT Coupé
La rivista specializzata «Autorama», che all'epoca è abbastanza diffusa in Italia, pubblica nel fascicolo di ottobre del 1962 il resoconto di una prova effettuata su un percorso di circa 1000 km con una Flaminia 3C Coupé.
In estrema sintesi, questi i giudizi espressi: accesso al posto di guida e posizione di guida ottimi, finitura abitacolo un po' spartana, mancanza ripiano portaoggetti, braccioli portiere non correttamente posizionati, visibilità buona, leva cambio in posizione un po' troppo arretrata e vicina alle gambe del pilota, sterzo preciso e senza reazioni ma un po' troppo pesante alle basse andature, ottima la tenuta di strada, efficienti ed indenni da critiche i freni, elasticità di marcia notevole.
I dati rilevati sono i seguenti:

accelerazione, da fermo a 100 km/h, 11"

accelerazione, da fermo a 160 km/h, 32,1"

chilometro da fermo: 32,2"

velocità massima: sfiorati i 190 km/h

consumo: sul percorso di prova (Montecarlo, Ponte San Luigi, Ventimiglia, Colle di Tenda, Torino, tutto su strada statale, più il tratto finale Torino-Milano autostradale) compiuto in poco più di 4 ore, il consumo è stato di 18 litri ogni 100 km, malgrado l'uso costante delle marce basse e le strade di montagna e rivierasche.
La prova su strada di «Quattroruote» (1963) - Flaminia 3C GT Coupé
Nel suo fascicolo numero 92 dell'agosto 1963, «Quattroruote» pubblica la prova su strada completa di una Flaminia 3C GT Coupé; secondo la rivista, gli aspetti più positivi sono: l'abitabilità (specialmente in altezza), la capacità di trasporto bagagli, la dotazione della strumentazione, la tenuta di strada e la stabilità, la elasticità di marcia, la manovrabilità del cambio, la frenata. Le critiche riguardano invece: il grado di finitura (non all'altezza della tradizionale accuratezza Lancia), la mancanza di una maniglia di appiglio per il passeggero, la visibilità in avanti, la scarsità di accessori, qualche slittamento di troppo della frizione.
Questi i dati rilevati:

velocità massima (media di due passaggi: km/h 203,741

accelerazione, da fermo a 60 Km/h: 4,8"

accelerazione, da fermo a 80 km/h: 7,6"

accelerazione, da fermo a 100 km/h: 11,2"

accelerazione, da fermo a 120 km/h: 16,1"

accelerazione, da fermo a 140 km/h: 22,8"

accelerazione, da fermo a 160 km/h: 33,2"

chilometro da fermo: 32,7"

ripresa, in IV marcia, da 30 a 60 km/h: 8,8"

ripresa, in IV marcia, da 30 a 100 km/h: 23,4"

ripresa, in IV marcia, da 30 a 140 km/h: 38,8"

consumo, in IV marcia, a 60 km/h: 7,85 litri per 100 km (12,7 km con un litro)

consumo, in IV marcia, a 100 km/h: 11,85 litri per 100 km (8,4 km con un litro)

consumo, in IV marcia, a 140 km/h: 14,25 litri per 100 km (7 km con un litro)

spazio di frenata: a 100 all'ora, in 57,7 metri.
La prova su strada di «Car & Driver» (1964) - Flaminia 3C GT Coupé 2.8
Nel 1964 la testata nordamericana Car & Driver (nuova denominazione di Sports Cars Illustrated) prova una 3C GT Coupé con il motore da 2,8 litri.
Oltre ai dati rilevati, viene pubblicata una vera e propria pagella, con le votazioni graduate da 0 a 10, in cui risaltano le insufficienze nel funzionamento dei tergircristalli, dello sbrinatore, del riscaldatore, la difficoltà di accessibilità alle componenti meccaniche, la scarsa efficacia dei paraurti. Per il resto sono tutte sufficienze, anche se le votazioni meno eclatanti riguardano la rumorosità, la visibilità e lo sforzo al pedale del freno, ritenuto eccessivo. Il massimo dei voti, o quasi, viene dato alla resistenza dei freni, alla precisione dello sterzo, allo scarso rollio, alla tenuta di strada e alla stabilità, al comfort di marcia, alle qualità dei materiali, alle finiture interne e alla ampiezza del bagagliaio.
Questi i dati rilevati:

velocità massima: 201 km/h circa

accelerazione, da fermo a 65 km/h: 5,8"

accelerazione, da fermo a 80 km/h: 8,2"

accelerazione, da fermo a 97 km/h: 10,8"

accelerazione, da fermo a 113 km/h: 14,4"

accelerazione, da fermo a 129 km/h: 18,3"

accelerazione, da fermo a 145 km/h: 23"

accelerazione, da fermo a 160 km/h: 29,5"

accelerazione, da fermo, 1/4 di miglio: 17,7"